# NGC 7368
NGC 7368 је спирална галаксија у сазвежђу Ждрал која се налази на NGC листи објеката дубоког неба.
Деклинација објекта је - 39° 20' 31" а ректасцензија 22h 45m 31,4s. Привидна величина (магнитуда) објекта NGC 7368 износи 12,4 а фотографска магнитуда 13,2. Налази се на удаљености од 33,708 милиона парсека од Сунца. NGC 7368 је још познат и под ознакама ESO 345-49, MCG -7-46-10, IRAS 22426-3936, PGC 69661.